# Josef Metternich
Pour les articles homonymes, voir Metternich (homonymie).
Josef Metternich (Hürth, 2 juin 1915 - Feldafing, 21 février 2005) est un chanteur lyrique allemand, l'un des plus éminents barytons de son époque.

## Biographie
Il étudie le chant à Cologne et Berlin, puis fait partie du chœur des opéras de Cologne et Bonn à partir de 1937. Il chante de petits rôles à Berlin au Städtische Oper (1939-41) puis fait ses débuts à l'Opéra d'État de Berlin en 1941.
Ce n'est toutefois qu'après la guerre 1939-45 que sa carrière démarre vraiment, il s'impose alors rapidement dans un vaste répertoire. Il devient membre de l'Opéra d'État de Vienne de 1952 à 1959, tout en se produisant régulièrement aux opéras de Munich, Berlin, Hambourg.
En 1951, Il débute au Royal Opera House de Londres et à La Scala de Milan. Il chante au Metropolitan Opera de New York de 1953 à 1956. Il est aussi invité au Palais Garnier de Paris et au Festival d'Édimbourg. 
Metternich s'est particulièrement illustré dans les grands rôles du répertoire allemand et italien, notamment Pizzaro, Le Hollandais, Wolfram, Telramund, Kurnewal, Figaro, Macbeth, Rigoletto, de Luna, Germont, Renato, Carlo, Amonasro, Iago, Alfio, Gérard, Scarpia, dans lesquels sa voix puissante à l'aigu brillant et sa diction incisive faisaient merveille.
Il crée à Munich, le rôle de Johannes Kepler dans Die Harmonie der Welt de Paul Hindemith en 1957. 
Il se retire de la scène en 1971, puis se consacre à l'enseignement. Il a laissé une vaste discographie.

## Sources
- Grove Music Online, Noël Goodwin, Octobre 2008.